# Saint-Privat-la-Montagne

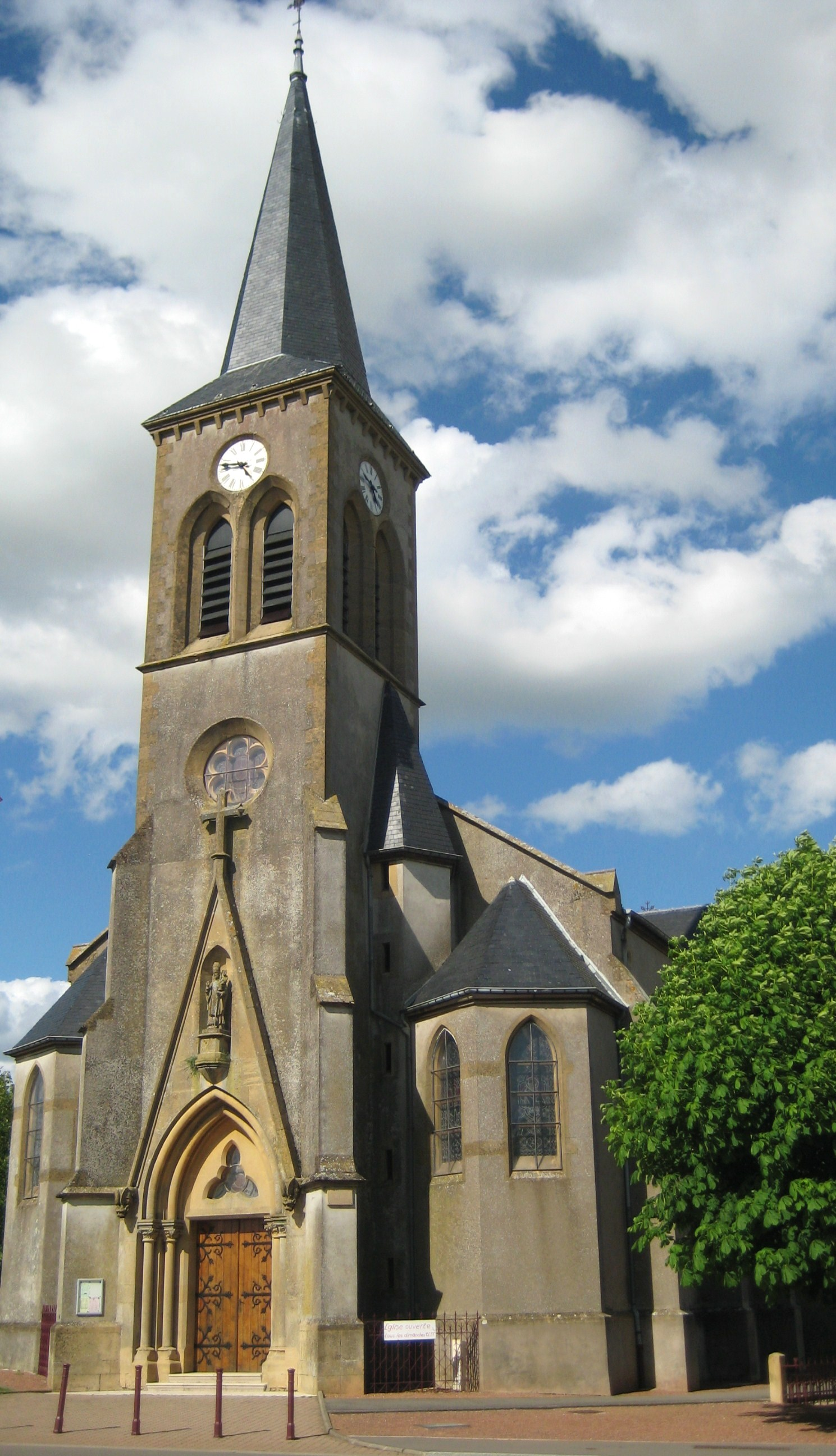
Dorfkirche, 1870 neu gebaut

Saint-Privat-la-Montagne (deutsch Sankt Privat) ist eine französische Gemeinde mit 1.873 Einwohnern (Stand 1. Januar 2022) im Département Moselle in der Region Grand Est (bis 2015 Lothringen).

## Geographie
Die Gemeinde liegt 13 Kilometer nordwestlich der Stadt Metz. Hier entspringen die Bäche Billeron und Montvaux, die zur Mosel entwässern.

## Geschichte
Das Dorf wurde im fünften Jahrhundert von den Mönchen gegründet und nach dem Bischof und Märtyrer Privatus von Mende (franz. Saint-Privat) benannt. Aus dem Jahr 1324 ist die Ortsbezeichnung Saint-Privas-la-Montagne überliefert.

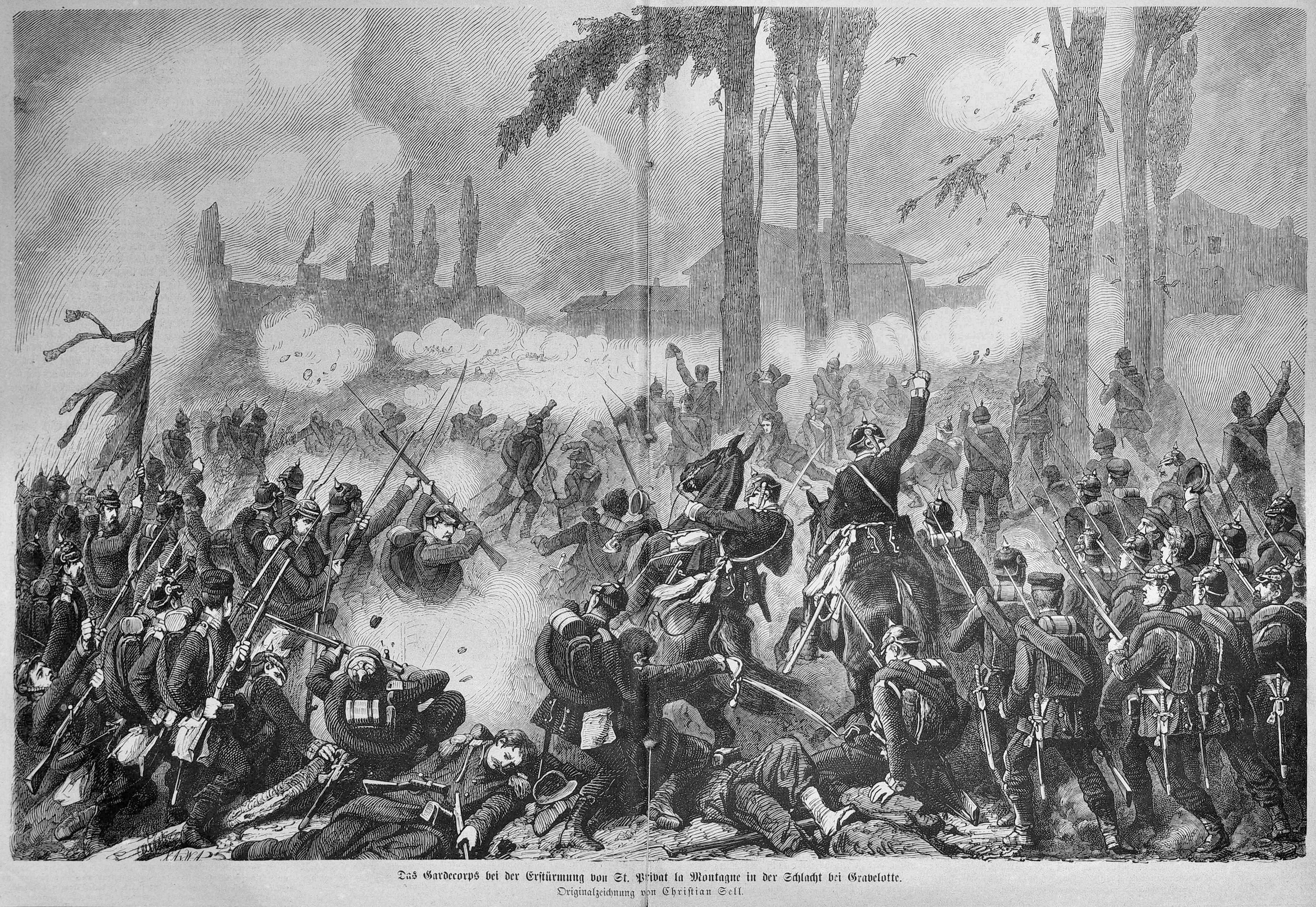
„Das Gardecops bei der Erstürmung von St. Privat la Montagne in der Schlacht bei Gravelotte.“ Originalzeichnung von Christian Sell dem Älteren aus der Zeitschrift „Die Gartenlaube“

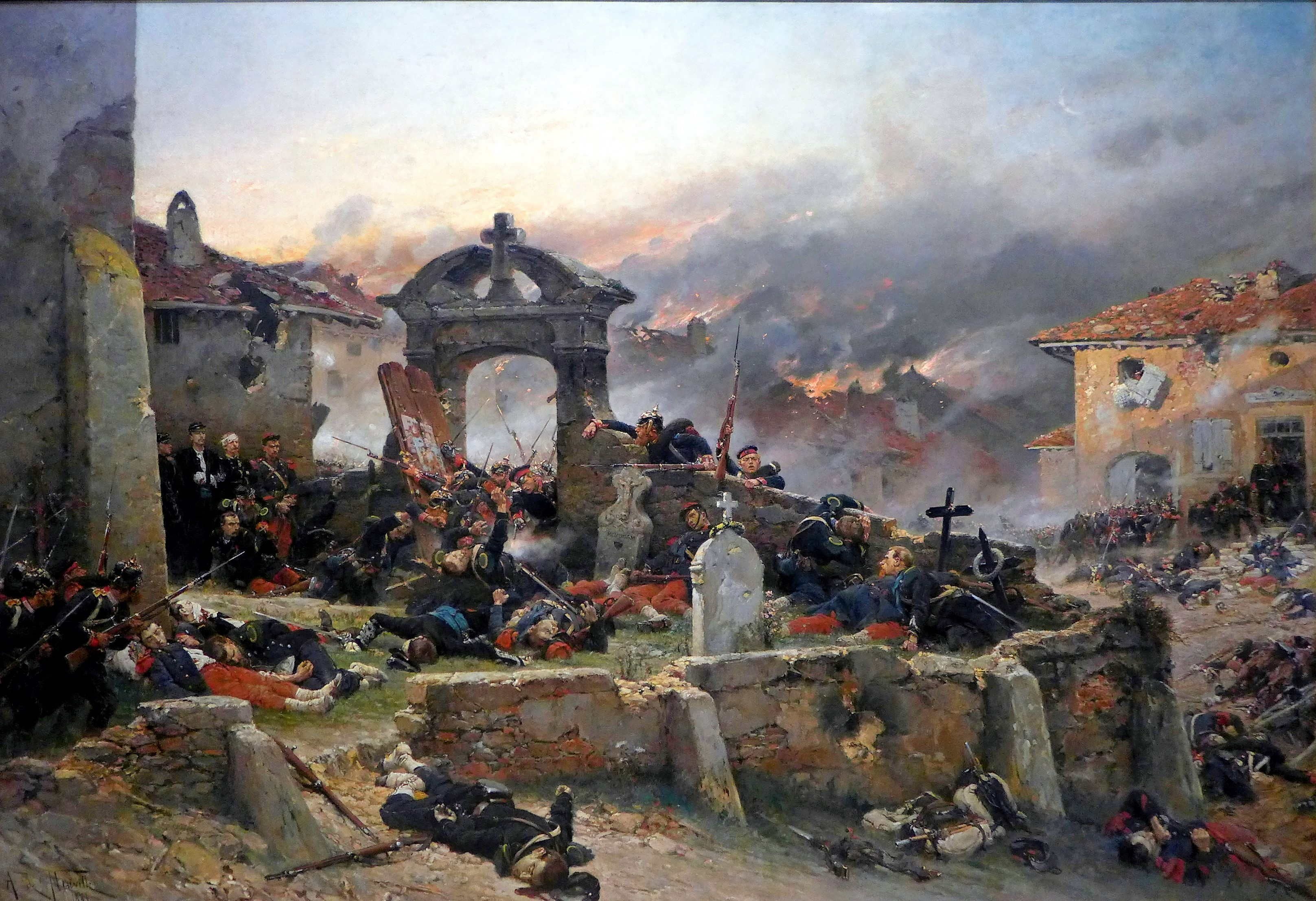
Alphonse de Neuville: Der Friedhof von Saint-Privat. 1881, Der Friedhof wurde zum Schlachtfeld – Die französischen Truppen, erkennbar an den roten Hosen, liegen in den letzten Zügen gegen die preußische Armee. Mit dem Bild zeigt der Maler den Patriotismus und stärkt das französische Revanchestreben.

In der Nähe des Ortes fand im Deutsch-Französischen Krieg am 18. August 1870 eine große Schlacht statt. Gegen 16:00 Uhr begann die preußische Artillerie mit 174 Geschützen vom Ortsrand von Sainte-Marie-aux-Chênes aus den Ort unter Beschuss zu nehmen. Die Mauern um Gärten sowie schnell ausgehobene Schützengräben gewährten den französischen Soldaten Deckung und Schutz vor dem Artilleriefeuer. Beim anschließenden Infanterieangriff verloren etwa 14.000 Preußen ihr Leben. Die Deutschen hatten seit der Völkerschlacht bei Leipzig keinen verlustreicheren Kampf mehr geführt. Dies lag mitunter auch am französischen Einsatz des Salvengeschützes Mitrailleuse. Das neue französische Chassepotgewehr, welches etwa 400 Fuß mehr Reichweite hatte, kostete die angreifende preußische Gardedivision einen sehr hohen Blutzoll. Der Angriff kam ins Stocken und erst als gegen Abend die sächsischen Truppen von Roncourt kommend in das Geschehen eingriffen, konnte St. Privat eingenommen werden. Durch den Beschuss brannte das Dorf teilweise ab und die Dorfkirche wurde völlig verwüstet. Die Kronleuchter und alle Fenster waren zertrümmert. Der Glockenturm war eingestürzt. Das Gotteshaus diente nach der Schlacht als Verbandplatz. Deutsche wie Franzosen lagen blutend nebeneinander. Auf den Stufen des Altars wurden Verwundete verbunden. Nach dem Krieg musste die Kirche vollständig neu erbaut werden.
Das Gefecht um den Ort St. Privat war ein Teil der Schlacht bei Gravelotte, einer Nachbargemeinde. Daher wird in der Phaleristik von der Doppelschlacht Gravelotte/St. Privat gesprochen. Die Belagerung von Metz konnte aufgrund der somit geglückten Einkesselung am 20. August begonnen werden.
Durch den Frieden von Frankfurt vom 10. Mai 1871 kam die Region an Deutschland und das Dorf wurde dem Landkreis Metz im Bezirk Lothringen im Reichsland Elsaß-Lothringen zugeordnet. In der Folgezeit wurden einige Denkmäler in und um St. Privat errichtet.
Nach dem Ersten Weltkrieg bestimmte der Versailler Vertrag 1919 die Abtretung der Region an Frankreich.
Während des Zweiten Weltkriegs war das Gebiet von der deutschen Wehrmacht besetzt und stand unter deutscher Verwaltung.

## Bevölkerungsentwicklung
| Jahr      | 1962 | 1968 | 1975 | 1982 | 1990 | 1999 | 2007 | 2019 |
| Einwohner | 1109 | 1105 | 1195 | 1297 | 1398 | 1374 | 1529 | 1909 |

## Persönlichkeiten
- Hermann Anacker (* 18. Juli 1917 in Sankt Privat; † 4. Mai 2019), deutscher Radiologe und Hochschullehrer

## Kultur und Sehenswürdigkeiten

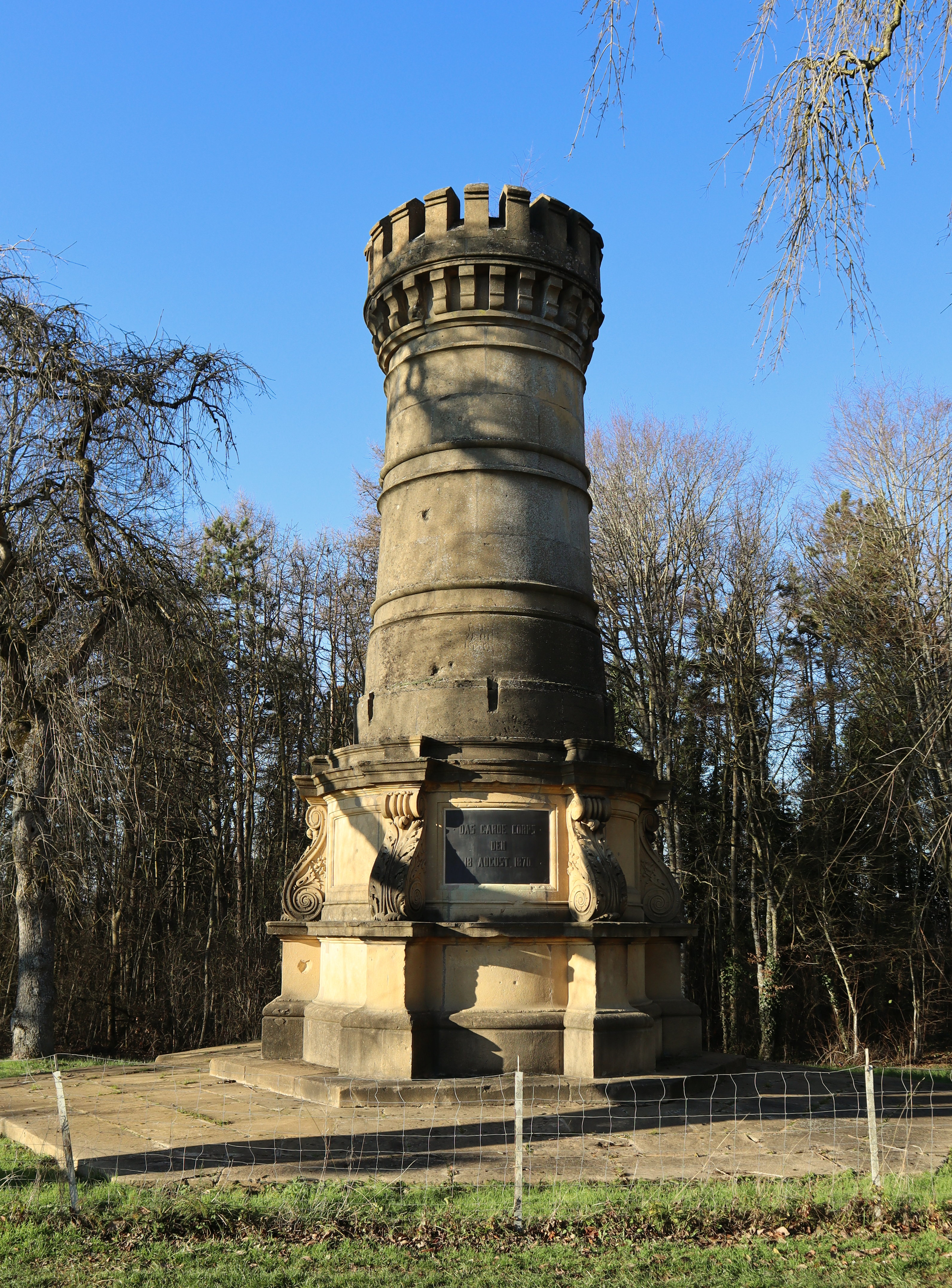
Aussichtsturm und Denkmal zu Ehren des preußischen Gardekorps zur Erinnerung an die Schlacht bei Gravelotte am 18. August 1870
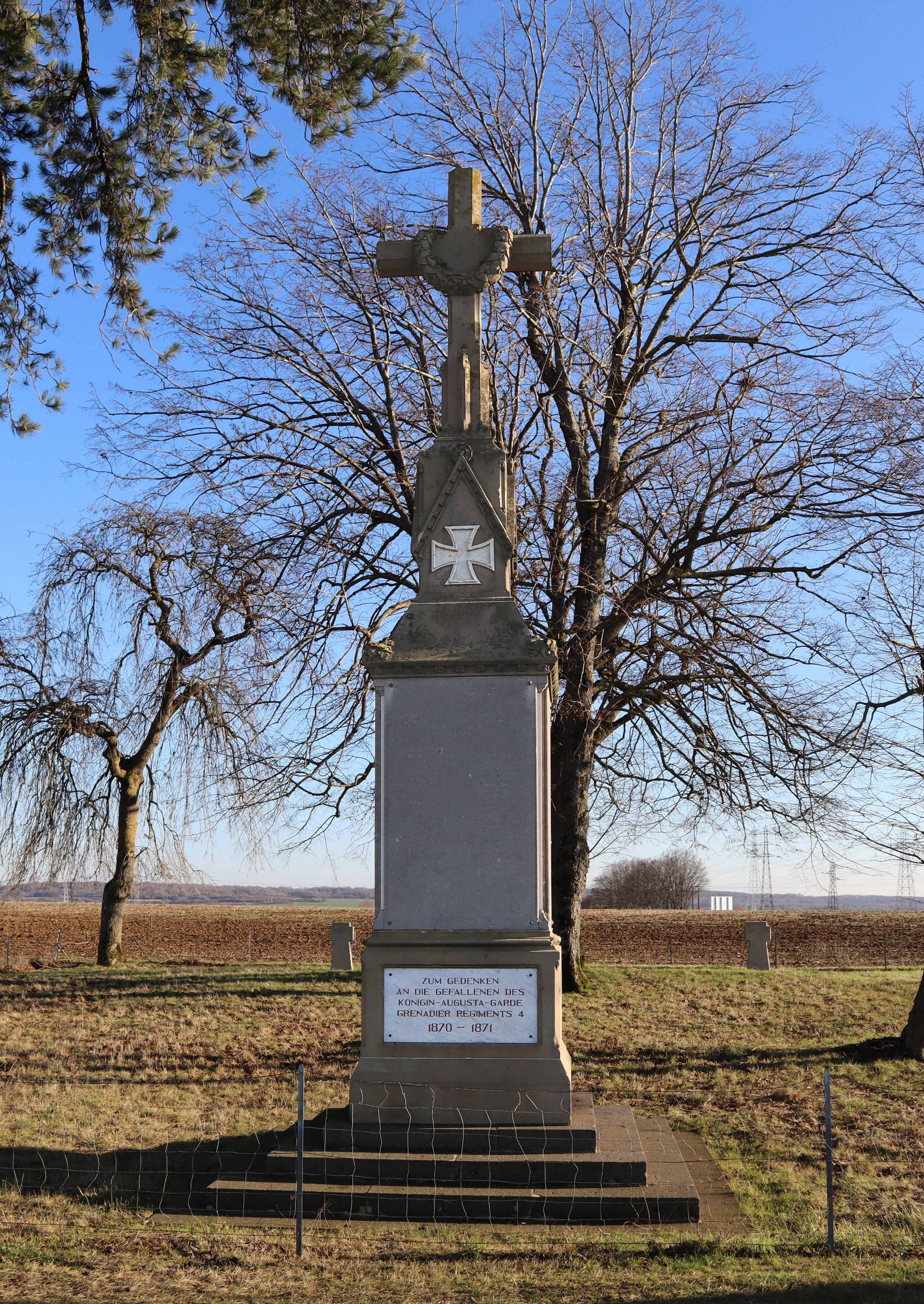
Denkmal des Königin Augusta Garde-Grenadier-Regiments Nr. 4
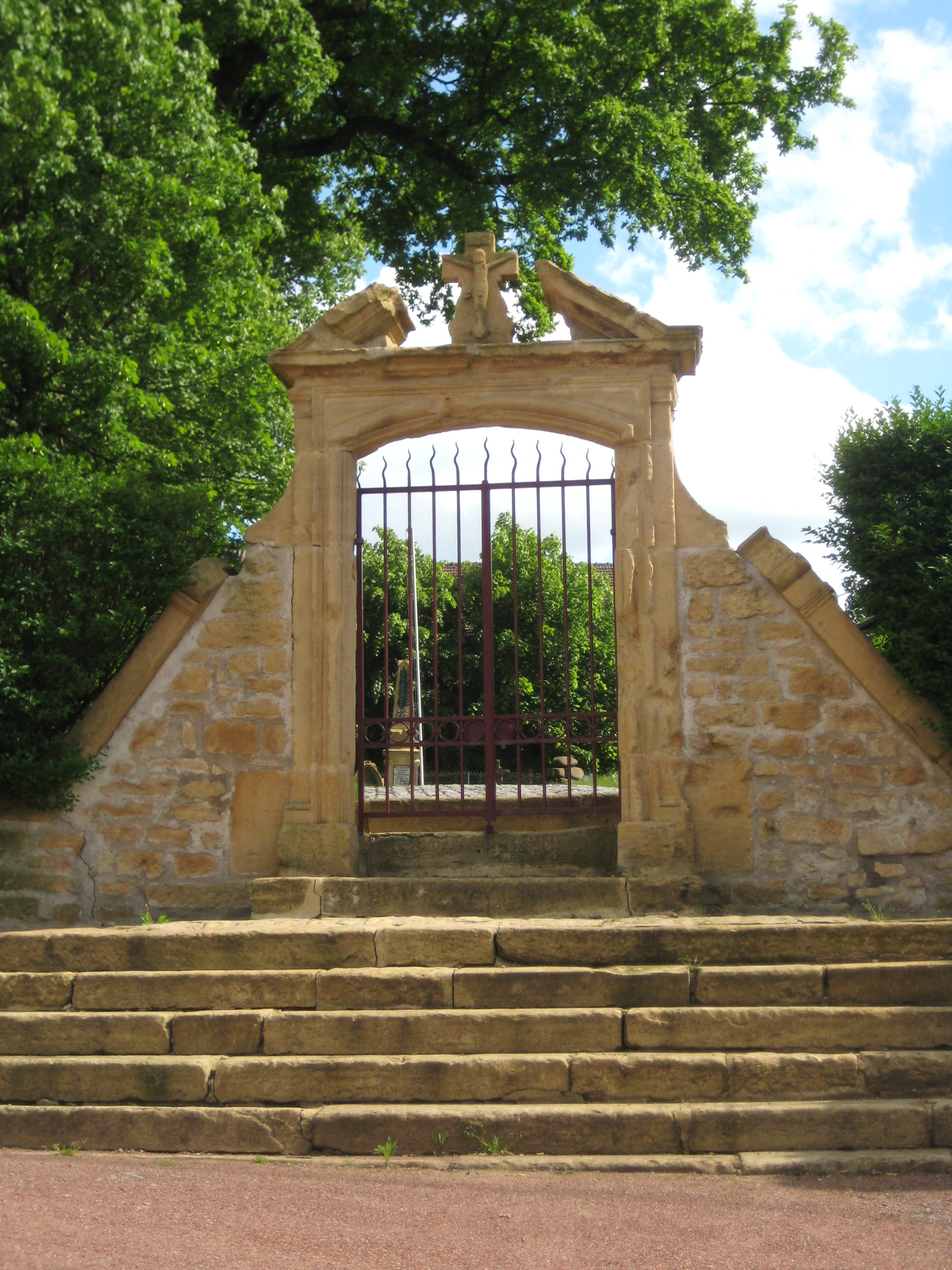
Portal des Heldenfriedhofs